# Leposavić (gmina)
Leposavić (serb. Лепосавић, alb. Leposaviq) – gmina w Kosowie, w regionie Mitrovica. Jej siedzibą jest miasto Leposavić.

## Demografia
W 2011 roku ludność gminy szacowano na 18 635. Większość z nich stanowią Serbowie – 97%. Oprócz nich wymienia się następujące grupy narodowościowe i etniczne:
1. Serbowie (18 000)
2. Boszniacy (350)
3. Albańczycy (270)
4. Romowie (12)

## Polityka
W wyborach lokalnych przeprowadzonych w 2017 roku kandydaci Serbskiej Listy uzyskali 12 z 19 mandatów w radzie gminy. Frekwencja wyniosła 48%. Burmistrzem został Zoran Todić.